# بن جونسون (ممثل)
بن جونسون (بالإنجليزية: Ben Johnson)‏ (و. 1918 – 1996 م) هو ممثل، وممثل تلفزيوني، من الولايات المتحدة الأمريكية، ولد في فوراكر، توفي في ميسا، أريزونا، عن عمر يناهز 78 عاماً بسبب نوبة قلبية.

## جوائز وترشيحات
حصل على جوائز منها:
- جائزة الأوسكار لأفضل ممثل مساعد، عن عمل: آخر عرض صور (1971).

ترشح لـ:
- جائزة الأوسكار لأفضل ممثل مساعد، عن عمل: آخر عرض صور.

## وصلات خارجية
- بين جونسون على موقع IMDb (الإنجليزية)
- بين جونسون على موقع الموسوعة البريطانية (الإنجليزية)
- بين جونسون على موقع تيرنر كلاسيك موفيز (الإنجليزية)
- بين جونسون على موقع أول موفي (الإنجليزية)
- بين جونسون على موقع قاعدة بيانات الأفلام السويدية (السويدية)
- بين جونسون على موقع إن إن دي بي (الإنجليزية)
- بين جونسون على موقع قاعدة بيانات الفيلم (الإنجليزية)
- بين جونسون على موقع كينوبويسك (الروسية)